# 고스트 닥터
《고스트 닥터》는 2022년 1월 3일부터 2022년 2월 22일까지 방송되었던 tvN 월화 드라마였다.

## 기획 의도
신들린 의술의 오만한 천재 의사 차영민. 태어날 때부터 황금 수저로, 사명감이라곤 1도 없는 레지던트 고승탁. 이렇게 배경도 실력도 극과 극인 두 의사가 몸을 공유하며 벌어지는 바디렌탈 메디컬 드라마

## 방송 시간
| 방송 채널 | 방송 기간                                 | 방송 시간                            | 방송 분량 |
| --------- | ----------------------------------------- | ------------------------------------ | --------- |
| tvN       | 2022년 1월 3일 ~ 2022년 2월 22일 (본방송) | 매주 월요일, 화요일 밤 22:30 ~ 23:50 | 80분      |

## 제작진

### 극본
- 김선수

### 연출
- 부성철 : SBS 주말 특별 기획 드라마 《온리 유》(조연출), SBS 수목 드라마 《무적의 낙하산 요원》(조연출), SBS 수목 드라마 《로비스트》(연출), SBS 수목 드라마 《스타의 연인》(연출), SBS 수목 드라마 《내 여자친구는 구미호》(연출), SBS 월화 드라마 《장옥정, 사랑에 살다》(연출), SBS 수목 드라마 《상속자들》(공동 연출), SBS 수목 드라마 《가면》(연출), SBS 주말 드라마 《우리 갑순이》(연출), SBS 수목 드라마 《친애하는 판사님께》(연출) 연출

## 등장 인물

### 주요 인물
- 정지훈 : 차영민(38세) 역

흉부외과 교수. 세진의 옛연인. 은상대병원 연봉 탑에 빛나는 간판스타이며, 흉부외과 최고의 써전(외과의사). 응급환자로 인해 병원으로 가던 중 교통사고를 당하고 코마 상태가 된다. 몸은 코마 상태로 침대에 누워 있지만, 영혼은 코마 고스트 상태로 승탁에게 빙의되어 환자를 수술하기도 한다. 코마환자는 깨어난 뒤 기억을 잃으니 고스트상태의 기억을 잃은 줄 알았으나, 기억이 선명하게 남았다.
- 김범 : 고승탁(28세) 역

흉부외과 레지던트 1년차. 수정의 의대 동기. 인턴 면접 당시 면접관의 의례적인 질문에 남들 다 하는 의례적인 답변보다 “할아버지가 시키시니까”, ”엄마가 시켜서요”라는 대답의 레전드 일화 주인공이다. 영민에게 빙의된 후 구구단을 외우는 습관이 생겼다. 어릴 때 사고를 당해 의도하지 않게 고스트들을 볼 수 있게 되었다. 늘 밝아 보이지만 사실은 말 못 할 프라이버시를 가지고 있다. 16화 최종화에서 수정을 좋아하고 있다는 것을 암시했다.
- 유이 : 장세진(38세) 역

신경외과 교수. 의대에서 만난 영민과 사랑하고 미래를 약속하며 행복한 날을 보내던 어느 날 출생의 비밀을 알게 되면서 홀로 미국으로 떠나야 했다. 아버지의 수술을 앞두고 12년 만에 귀국해 그를 다시 마주하던 날, 영민의 마음속에 자신은 여전히 원망의 대상임을 알 수 있었다. 그런 그가 교통사고로 실려 오고, 코마에 빠진다. 세진은 영민을 지키기 위해, 전담 주치의가 되어 병원에 남는다. 영민이 고스트가 되어 승탁에게 빙의가 가능하다는 걸 알게 된 듯 하다.
- 손나은 : 오수정(28세) 역

응급실 인턴. 승탁과는 의대 동기로, 의학도답지 않게 초자연적 현상과 판타지를 믿는다. 어렸을 때부터 체력이 약해 휴학을 거듭한 끝에 인턴으로 왔다. 그 탓에 어머니는 무조건 안과, 피부과, 신경외과 등의 과를 강요하지만 제일 빡센 응급실에서 시작하여 인턴을 마치고 흉부외과를 지망할 생각이다. 차영민이 교통사고로 실려 온 날 놀라운 과정을 목격하면서, 이후 승탁을 유심히 관찰하여 승탁과 영민의 비밀을 맨 먼저 눈치 챈다. 승탁을 좋아하는 것 같다.
- 성동일 : 오주명(테스)(60대 초반) 역

20년차 고스트. 임종 당시 모종의 사유로 저승으로 떠나지 못하고 20년 동안 병원에 머물고 있다. 고스트가 된 영민의 앞에 등장해 그를 고스트의 세계로 안내하는 괴짜로, 코마 고스트가 아니라 유일한 죽은 귀신이기 때문에 모든 사람에게 빙의가 가능하지만 민폐라는 이유로 미화원 김 여사에게만 빙의를 한다. 나름의 룰을 정하고 매사 정도, 품위, 예의를 지키며, 현재는 코마 고스트들을 케어하거나 소소하게 간섭하고 다니는 중이다. 생전 오수정의 친할아버지 이자 흉부외과 교수였다.

### 병원 사람들

#### 의료재단
- 태인호 : 한승원(30대 중반) 역

행정부원장, 승탁의 고종사촌 형. 늘 깔끔한 수트 차림에 나이스한 품위를 잃지 않는 젠틀맨 스타일. 승탁을 몰래 관찰하고, 세진을 좋아한다. 장 회장 사건에 대해서 경찰에게 안태현이 자백을 하며 한승원이 살인을 교사했다는 진술을 했다. 이때문에 경찰의 조사를 받게 된것 뿐만 아니라, 행정부원장 자리에서 내려오게 된다.
- 명계남 : 고재식 역

재단 회장. 고승탁의 할아버지.
- 윤다경 : 성미란 역

은상대학병원 이사장. 고승탁의 어머니.

#### 흉부외과
- 박철민 : 반태식(50대 초반) 역

흉부외과 과장. 다른 의사들 앞에선 "왕년엔 나도 천재" 큰소리치지만 잘나고 뛰어난 차영민 앞에만 서면 늘 작아지는 가련한 신세
- 고상호 : 안태현(34세) 역

흉부외과 펠로우 4년차, 영민의 충직한 후배. 병원에서 쫓겨난 후 영민이 승탁에게 빙의가 된다는 사실을 깨닫고 방황하다 영민의 수술을 돕게 되고, 장회장사건의 대해 자수한다.진술을 하다 장민호, 한승원이 살인교사를 했다는 진술과, 한승원과 대화한 녹음파일도 증거로 제출했다.
- 안태환 : 김재원(29세) 역

흉부외과 레지던트 3년차. 교수님 말씀이라면 두통약으로 뇌종양을 치료한대도 믿을 순수한 영혼의 소유자.
- 김재용 : 이선호(30세) 역

흉부외과 레지던트 4년차. 중산층 가정에서 나고 자라 치열한 경쟁을 거쳐 엘리트코스를 밟아온 요즘 흔한 수재, 자기 일 말곤 관심 없고 자기밖에 모르는 이기적인 타입. 수정을 좋아하는 듯 하다.

### 장세진의 주변 인물
- 이태성 : 장민호 (40대 초반) 역

장광덕 회장의 아들. 장세진의 이복 오빠. 그룹 후계자가 되기 위해 아버지의 병세를 이용한다. 아버지가 돌아가시고 재산이 세진에게 가자, 빈털터리가 된다. 장 회장 살인교사로 경찰에 구속된다.

### 코마 고스트
- 이문수 : 장광덕 역 - 장세진의 아버지
- 한승현 : 황국찬 역 - 은상대 병원에서 집 근처 요양병원으로 옮겨졌다.
- 탄 : 최훈길 역
- 윤소희 : 임보미 역
- 미상 : 환자 고스트 역

### 그 외 인물
- 미상 : 고성혜 역 - 의료재단 이사
- 황석정 : 김 여사 역
- 우용희 : 구급대원 역
- 박소은 : 정 간호사 역
- 마정필 : 흉부외과 한영호 역
- 이천무 : 오승조 역
- 미상 : 행인 역
- 이규현 : 오토바이 운전자 (남)역
- 미상 : 임 변호사 역
- 미상 : 차교수 병실 보디가드 역

### 특별출연
- 안희연 : 이지우 역 - 배우 겸 가수, 심장병 환자

## 시청률
최저 시청률과 최고 시청률은 시청률 조사회사와 지역별로 시청률에 차이가 있을 수 있습니다.
| 2022년 | 2022년   | 2022년         | 2022년       |
| 회차   | 방송일자 | AGB 시청률     | AGB 시청률   |
| 회차   | 방송일자 | 대한민국(전국) | 서울(수도권) |
| ------ | -------- | -------------- | ------------ |
| 제1회  | 1월 3일  | 4.432%         | 4.863%       |
| 제2회  | 1월 4일  | 4.507%         | 4.333%       |
| 제3회  | 1월 10일 | 5.628%         | 6.673%       |
| 제4회  | 1월 11일 | 5.711%         | 6.376%       |
| 제5회  | 1월 17일 | 5.514%         | 5.958%       |
| 제6회  | 1월 18일 | 5.462%         | 6.048%       |
| 제7회  | 1월 24일 | 6.202%         | 6.510%       |
| 제8회  | 1월 25일 | 6.591%         | 7.121%       |
| 제9회  | 1월 31일 | 4.024%         | 4.145%       |
| 제10회 | 2월 1일  | 4.747%         | 5.345%       |
| 제11회 | 2월 7일  | 4.914%         | 5.203%       |
| 제12회 | 2월 8일  | 5.709%         | 6.002%       |
| 제13회 | 2월 14일 | 4.717%         | 4.780%       |
| 제14회 | 2월 15일 | 6.282%         | 6.717%       |
| 제15회 | 2월 21일 | 5.309%         | 5.155%       |
| 제16회 | 2월 22일 | 7.953%         | 8.394%       |

## 수상 경력
- 2022년 코리아드라마어워즈 남자 최우수연기상 (김범)

## 같이 보기
- 대한민국의 텔레비전 드라마 목록 (ㄱ)
- 2022년 대한민국의 텔레비전 드라마 목록